# 清任书室
清任书室，位于中国广东省肇庆市德庆县凤村镇大村，为德庆县的一个省级文物保护单位，类型为古建筑，公布时间为2019年4月19日。
清任书室的历史年代为清代。